# François Leclère
 (décembre 2015).
Si vous disposez d'ouvrages ou d'articles de référence ou si vous connaissez des sites web de qualité traitant du thème abordé ici, merci de compléter l'article en donnant les références utiles à sa vérifiabilité et en les liant à la section « Notes et références ».
François Leclère est un compositeur français né à Charleville dans les Ardennes le 19 août 1950 et mort le 19 juillet 2015  à Yerres. Théoricien de la composition, il est à l’origine de la nouvelle grammaire musicale de la « Courbure du Temps ».

## Biographie
Né à Charleville en 1950, François Leclère aborde la musique par l'étude du piano. C'est à l'époque où il termine ses études secondaires à l'École normale d'instituteurs que ses premières œuvres voient le jour. Une bourse lui permet alors de rejoindre l'université Paris VIII Vincennes où il obtient une licence de musicologie.
Avec Philippe Manoury et Patrick Marcland, il suivit pendant deux ans (1973-1975) les cours d'analyse de Yves-Marie Pasquet au conservatoire de Bobigny. Y.M. Pasquet le présenta à Michel Philippot auprès duquel il travaillera pendant deux ans. Assoiffé d'apprendre, il assistera aussi aux cours de Henri Pousseur à Liège, puis il participera, en 1976, aux cours d'été de Darmstadt. En 1978, il est invité à la semaine de musique contemporaine de la Villa Médicis.
François Leclère étudie profondément les tenants et aboutissants de la pensée sérielle, notamment au travers des œuvres de Pierre Boulez qu'il rencontre à plusieurs reprises. Tout en reconnaissant la validité de certains principes, il acquiert la conviction que cette pensée ne suffit pourtant pas à engendrer une conception temporelle satisfaisante de la forme musicale et de sa structure harmonique. Ces considérations le conduisent à élaborer une théorie de la forme qu'il dénommera "Courbure du temps" et qui donnera lieu à deux livres : Premières pierres - en 1987 - et Harmonie et courbure du temps - en 1994 (tous deux aux Éditions Michel de Maule).
Cette conception repose sur l'idée qu'au sein d'une œuvre, chaque instant musical intègre l'ensemble des évènements qui le précèdent et le suivent. Plutôt qu'un temps seulement directionnel, le temps de l'œuvre est ici pensé - grammaticalement - comme un jeu complexe de souvenirs et de pressentiments.
De 1980 à 1984, François Leclère donne à Charleville-Mézières une longue série de conférences publiques sur la musique du XXe siècle. C'est de cette époque que date l'ouverture de son cours de composition au Conservatoire. En 1989, sur invitation du Conservatoire royal de Copenhague, il assure une semaine de cours sur la "Courbure du temps" pour les élèves en composition. Il enseigne également l'analyse et la composition à Paris et donne régulièrement des conférences, en particulier à l'université de Rouen.

### Catalogue des œuvres principales
- Degré de feu, Cantate pour soprano et quatuor à cordes, op.5 (1975)
- Cribles, 6 pièces pour guitare, op.6 (1977)
- Cercles multiples, pour piano, op.7 (1977)
- Rien n’aura eu lieu que le lieu, pour 3 groupes instrumentaux, op.8 (1978)
- Sonate (d’un lucide contour), pour piano, op.9 (1980)
- Cérémonie de l’obscur, pour 2 cloches-tubes, piano et orchestre d’instruments à vent, op.10 (1980)
- Flèche du temps, pour orchestre, op.11 (1984)
- Émergences, pièce pour piano, op.12 (1987)
- Entre la fumée et le cristal, pour vibraphone et quatuor à cordes, op.13 (1987)
- La Postérité du Soleil, pour 4 percussionnistes, piano, harpe et clavecin, op.14 (1989)
- Les Villes invisibles, pour piano principal, 2 percussionnistes et orchestre à cordes, op.15 (1991)
- De Basalte et d’Orichalque, pour orchestre, op. 16 (1993)
- Dites-moi la neige, pour clarinette et 2 quatuors à cordes, op.17 (1995)
- Archipel des solitudes, cycle de 7 Lieder pour baryton-basse et piano, op.18 à 24 (1996)
- Musique pour alto seul (de l’autre rive), op.25 (1997)
- 7 Visages du Temps, pour piano, op.26 (2000)
- Notturno Selvatico (traces d’Archipel), pour piano, op.27 (2002)
- De Re Metallica pour grand orchestre, op.28 (2005)
- Concert pour violon et 9 instruments, op.29 (2008)
- Septuor à cordes, op.30 (2011)
- Les Peintures sombres indéchiffrées, pour ténor, piano et percussions, op.31 (2012)
- Sonata il suono e la mente, pour piano, op.32 (2013)
- Madrigal à cinq (ode), sur un poème de Josef Knecht, pour voix d’alto, voix de baryton, flûte en sol, clarinette basse et guitare basse électrique, op.33 (2014)

### Enregistrements
- Un disque de musique de chambre "Archipel des Solitudes" a été édité par le label Rejoyce Classique en 2010. Dans ce double-album est regroupé l'ensemble des opus 18 à 27, composées de 1996 à 2002 : Archipel des solitudes, Musique pour alto seul, 7 Visages du Temps & Notturno Selvatico, interprétés par Jacques Dor, Simon de Gliniasty et Laurent Muller-Pobłocki. Ce disque a été récompensé d'un "Coup de cœur" par l'Académie Charles Cros en 2011.
- Un disque d’orchestre "Les Villes invisibles" chez le même éditeur regroupe les opus 13 à 16 composés entre 1987 et 1993 : Entre la fumée et le cristal, La Postérité du Soleil, Les Villes invisibles, De Basalte et d’Orichalque, interprétés par Svend Aaquist, Jean Thorel et Deborah Wood.
- Un troisième disque chez Rejoyce Classique "Le Son et l'esprit" regroupe les opus 17 : Dites-moi la neige (1995), opus 31 : Les Peintures sombres indéchiffrées (2012), opus 32 Sonata Il suono e la mente (2013), et opus 33 Madrigal (2014).

## Le théoricien de la Courbure du Temps

### Ouvrages
- Première pierre, Essai. (ed. Michel de Maule, avec le concours de la Fondation Total pour la musique - 1987)
- Harmonie et Courbure du Temps, Essai. (ed. Michel de Maule, avec le concours de la Fondation Total pour la Musique - 1994)
- Symphonie op. 21 d’Anton Webern – Incidences sur la musique du XXe siècle, Essai. (ed. Michel de Maule, avec le concours de la SACEM - 2004)

### Articles
- Enseigner la composition musicale ? Article en collaboration avec Claude Abromont. Compte-rendu critique des cours d’été de Darmstadt 1976 (Revue Musique en jeu, no 29 – novembre 1977)
- L’Œuvre et le silence de l’accomplissement (Revue Opérateurs no 1, 1986)
- Matériau, Opération, Temps – Entretien avec Eric Kayayan (Revue Opérateurs no 2, 1988)
- La Mort et la Boussole – Entretien avec Laurent  Michel autour de Premières Pierres, et de l’enseignement qui lui est lié (Revue Silences, no 4 consacré à Debussy - 1988)
- Jean Barraqué – Le Temps restitué, Présentation du compositeur et de l’œuvre pour la Biennale de Venise (1993)
- Texte d’introduction aux œuvres complètes de Jean Barraqué (Coffret de disques compacts ed. cpo - 1998)
- Entretien avec Christophe Marchand, dans la revue L’Orgue no 259 (2002)
- Préface du livre de Philippe Vaillant : "L'Odyssée, mythe et transmission" (Ed. Michel de Maule - 2002)
- Enseignement de la composition musicale et pensée œuvrière 2007 (Les Cahiers des 3 mondes, no 1 – 2007)
- Un peu d'histoire pour clarifier trois mots : dodécaphonisme, musique sérielle, sérialisme 2007 (Les Cahiers des 3 mondes, no 1 – 2007)
- Le sérialisme a-t-il échoué? (Les Cahiers des 3 mondes, no 2 – 2008)
- Les Musiques de René Daumal (in René Daumal le désir d'être, 2008)
- Mémoration de René Dürrbach (Les Cahiers des 3 mondes, no 3 – 2009)
- Introduction à la grammaire musicale de la courbure du temps (Les Cahiers des 3 mondes, no 3 – 2009)